# Begonia procridifolia
Espèce
Begonia procridifolia est une espèce de plantes de la famille des Begoniaceae. Ce bégonia est originaire de Birmanie. L'espèce fait partie de la section Parvibegonia. L'espèce a été décrite en 1863 par Alphonse Pyrame de Candolle (1806-1893), à la suite des travaux de Nathaniel Wallich (1786-1854). 

## Répartition géographique
Cette espèce est originaire du pays suivant : Birmanie.